# Thomas Camara
Thomas Camara est un homme politique ivoirien. Ancien ministre des Mines, du Pétrole et de l'Énergie de la République de Côte d'Ivoire, il est le maire de la commune de Katiola depuis 2013,.

## Biographie

### Etudes et formation
Natif de Katiola, Thomas Pogabaha Camara fait d'abord ses études au lycée scientifique de Yamoussoukro où il obtient son baccalauréat série C en 1981,. Ensuite, il étudie à l’Institut national supérieur de l'enseignement technique (INSET) de Yamoussoukro, où il obtient en 1986, un diplôme d’ingénieur généraliste à l'École nationale supérieure d’ingénieurs,. Enfin en 1992, Thomas Camara décroche son Diplôme d'études approfondies (DEA) en énergétique, à l'École nationale supérieure d'arts et métiers (ENSAM) de Paris,.

### Expérience professionnelle
Thomas Camara commence sa carrière professionnelle en 1986 à la Société ivoirienne de raffinage (SIR) en tant qu'ingénieur Procédés,. De 1989 à 1991 il est ingénieur Modélisation détaché chez Total à Paris, avant d'occuper au sein de la SIR le poste d'ingénieur études économiques puis d’ingénieur ordonnancement entre 1991 et 1993,. Par la suite, Thomas Camara gravit les échelons au sein de la même société (la SIR) en devenant successivement, chef de service programmes, chef de département études économiques, chef de département production, puis directeur commercial et économique, entre 1993 et 2007,. Il part après à la Société multinationale de bitumes (SMB) où il occupe la fonction de directeur de 2007 à 2012,.
En 2012, Thomas Camara retourne à la Société ivoirienne de raffinage où il est nommé directeur général,. Il occupe ce poste jusqu'en avril 2021, date de son entrée dans le gouvernement ivoirien.

### Vie politique
Thomas Camara fait ses classes politiques au Rassemblement des républicains (RDR). Élu maire en 2013 sous la bannière ce cet parti politique, il en devient le secrétaire national chargé des mines et de l'industrie en 2014. Il est nommé en juin 2015 coordonnateur départemental du Rassemblement des houphouëtistes pour la démocratie et la paix (RHDP) à Katiola, avant de devenir en aout 2015 le directeur départemental de campagne dudit parti dans la même ville pour l'élection présidentielle. En octobre 2016, Thomas Camara est nommé directeur départemental de campagne à Katiola pour le Référendum. Par la suite, il devient conseiller spécial de la Secrétaire générale du RDR avec rang de secrétaire général adjoint.
Réélu maire de Katiola en octobre 2018 avec le RHDP, Thomas Camara est nommé un an plus tard, coordonnateur régional associé dudit parti de la région du Hambol. En 2019, il devient membre du Conseil politique du RHDP, et est élu député de Fronan, Katiola et Timbé en mars 2021.
Thomas Camara est nommé le 6 avril 2021, ministre des Mines, du Pétrole et de l'Énergie,. Il occupe cette fonction jusqu'en avril 2022,.

## Distinctions
- 1996 : Lauréat du Prix Mathématiques SMCI du Président de la République[1]
- 2009 : Officier de l’Ordre du Mérite des Mines[1]
- 2013 : Officier de l’Ordre National[1]
- 2019 : Commandeur de l'Ordre National[1]